# 碳酸銣
碳酸銣是一种无机化合物，化学式为Rb2CO3，是一種易得的銣的化合物，易溶於水，其水溶液呈碱性。

## 製備
可由碳酸銨與氫氧化銣反應制得。

## 用途
碳酸銣可用於某些玻璃製作工藝，並提高玻璃的穩定性和耐用性，同時減少其電導率。也可用於從原料氣中製備短鏈醇其中一步的催化劑。